# だくだく
『だくだく』は、古典落語の演目。上方落語の『書割盗人』（かきわりぬすっと）についても本項で記述する。
貧乏な男が部屋に何も調度がないので、絵描きに家具や日用品の絵を描いてもらう。そこへ泥棒が押し入り、ものを取ろうとしても家具がすべて書割だと気づき、目を覚ました男から事情を聞いて、お互いに「盗んだつもり」「泥棒に立ち向かったつもり」の寸劇を演じるという内容。演題は流血したつもりとして落ち（サゲ）で泥棒が口にする擬音から。
『書割盗人』の原話は、1773年（安永2年）に出版された笑話本『吉野山』の一編「盗人」。宇井無愁は、安永元年（1772年）の『聞上手』収録「貧家」（家財のない家に押し入った泥棒が「このような何もないうちもあるまい」と不平をこぼすと寝ながら聞いていた主人が笑い、泥棒が「いや笑いごっちゃない」と返す内容）も原話として挙げている。武藤禎夫は、泥棒が何かをした振りをするという要素が見える古話として、元和ごろの『きのふはけふの物語』下巻第29話を挙げ、さらに演目前半部に近いものとして安永3年（1774年）の『春みやげ』収録「夜盗」、「だくだく」という流血の擬音を口にする落ち（サゲ）が見えるものとして安永7年（1778年）の『梅の笑顔』収録「鑓」をそれぞれ挙げている。
東大落語会編『落語事典 増補』は初代三遊亭圓遊（鼻の圓遊）が得意としたとするが、武藤禎夫によると圓遊の速記は絵描きに絵を依頼する部分のない短いもので、「おもしろい着想の導入部を付け加えて、笑いを濃くしたものといわれる」としている。

## あらすじ
男（『だくだく』では八五郎）は引越しをしたが、前の長屋でたまった家賃を工面するため（あるいは、かついでいくのが面倒くさかったため）に家財道具の一切を古道具屋に売ってしまった。男は壁、床、天井一面に白い紙を貼り、近所に住む画家に、豪華な家具や日用品、そして眠る猫を細密に描いてもらう。さらに男は「用心のため、武芸の心得があるように見せたい」と希望し、長押に掛けた1本の槍を描いてもらう。
男が留守にしている間、泥棒が男の部屋を物色にやって来る。眠る猫（の絵）を見て「番犬がいない証拠だ」と早合点した泥棒は、夜ふけを待って男の部屋に忍び込む。
泥棒はたくさんの豪華な家財道具（の絵）を見て驚喜し、タンスの引き出しを開けようとするが、絵なので開くわけがない。ここで男が泥棒に気づくが、面白がって寝たふりをしつづけ、ひそかに泥棒の様子を観察する。
驚きながらも男の事情を悟り、同情しつつあきれた泥棒は「このまま帰ったのでは面白くない。この男が、ものがある『つもり』で生きているなら、こっちも盗んだ『つもり』になって帰ろう。一反風呂敷を広げた、つもり。風呂敷の中にタンスの中身をぶちまけた、つもり。金庫を開けた、つもり。1億円ばかり盗んだ、つもり。風呂敷の両端を縛り、背負って立ち上がろうとして立ち上がらない、つもり」とつぶやきつつ、孤独なパントマイムを始める。
泥棒の粋に感じ入った男が「1億も盗まれては、黙ってはいられない」と、ここで起き上がり、「袴の股立ちを取った（＝すそを引き上げた）、つもり。たすき十字に綾なした、つもり。長押の槍に手をかけて、石突きをトンと突き、りゅうとしごいて泥棒のわき腹めがけてブツーッ! と突き立てた、つもり!」そこで泥棒が、
「ううむ、無念。血がだくだくと出た、つもり」

## バリエーション
泥棒を近視という設定にする演じ方（そのため最初は書割と気付かない）がある。
11代目文治が前座時代、通常のサゲの後に「お客がワーと笑った、つもり」と付け加えて締めくくったところ、師匠の10代目は「教えねえ事やるな」と激怒したという。

## 『書割盗人』
大筋では江戸の『だくだく』と同じであるが、落ちは「ウワーッ、やられたと死んだ体」という形である。宇井無愁は「総体に東京落語の演題の付け方はズボラ」とし、江戸版の演題を（『たらちね』とともに）「ズボラの見本」と記している。

## 本演目に由来するもの
「だく」を「駄句（つまらない・下手な俳句）」とかけた演芸関係者の俳句の会が複数存在する。
- 駄句だく会 - 落語芸術協会所属の芸人による俳句同好会[6] 。1988年、山遊亭金太郎（3代目）が発起人となって発足。初代会長は春風亭柳昇。
- 駄句駄句会 - 山藤章二を宗匠に開催されていた、文化人・芸人などによる俳句の会。主なメンバーは山藤・吉川潮・高田文夫・立川左談次・松尾貴史・橘右橘・木村万里・島敏光（イベント司会者）・林家たい平・藤原龍一郎・野末陳平・高野ひろし（ガラス店店主）・高橋春男・玉置宏・横澤彪[7]。